# José Maria Pereira
José Maria Pereira (ur. 2 marca 1958 w Senhora dos Remédios) – brazylijski duchowny katolicki, biskup pomocniczy Rio de Janeiro od 2025. 

## Życiorys
Święcenia kapłańskie przyjął 7 grudnia 1986 i został inkardynowany do diecezji Petrópolis. 
25 lutego 2025 papież Franciszek mianował go biskupem pomocniczym archidiecezji Rio de Janeiro oraz biskupem tytularnym Sigus. Sakry udzielił mu 12 kwietnia 2025 w Katedrze św. Piotra z Alcântary w Petrópolis metropolita São Sebastião do Rio de Janeiro, kardynał Orani João Tempesta.  